# Gordon Igesund
Gordon Igesund est un ancien footballeur sud-africain, né le 26 juillet 1956 à Durban (Afrique du Sud).
Il est le sélectionneur de l'équipe d'Afrique du Sud lors de la Coupe d'Afrique des nations 2013.

## Biographie

### Entraîneur
Il est nommé sélectionneur de l'Afrique du Sud le 30 juin 2012 pour une durée de deux ans. À la tête des Bafana Bafana, il est éliminé en demi-finale de la CAN 2013, jouée à domicile, et ne parvient pas à qualifier son équipe pour la Coupe du monde 2014. Le 2 juin 2014, il est démis de ses fonctions.

## Palmarès

### Palmarès d'entraîneur
- Avec le Manning Rangers :
  - Champion d'Afrique du Sud en 1997.

- Avec les Orlando Pirates :
  - Champion d'Afrique du Sud en 2001.

- Avec le Santos Cape Town :
  - Champion d'Afrique du Sud en 2002.

- Avec le Mamelodi Sundowns :
  - Champion d'Afrique du Sud en 2007.